# Justin Chon

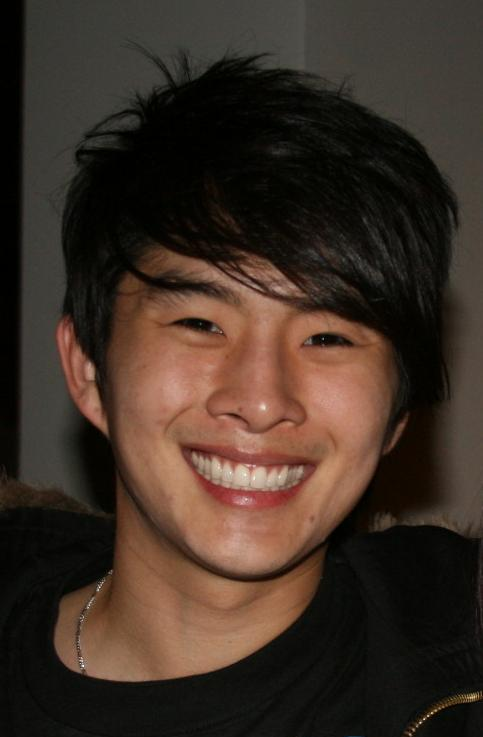
Justin Chon

Justin Chon, född 29 maj 1981, är en amerikansk skådespelare.
Chon är mest känd för att ha spelat rollen som Eric Yorkie i Twilight, New Moon, Eclipse och Breaking Dawn.
Han har också ett eget klädesmärke.